# Afghanodon mustersi
Afghanodon mustersi is een salamander uit de familie Aziatische landsalamanders (Hynobiidae).

## Naamgeving
De soort werd voor het eerst wetenschappelijk beschreven door Malcolm Arthur Smith in 1940. Het is de enige soort uit het geslacht Afghanodon. Lange tijd behoorde de salamander tot het niet meer erkende geslacht Paradactylodon en nog eerder werd de soort tot het geslacht van de Aziatische bergsalamanders (Batrachuperus) gerekend. In de literatuur staat het dier hierdoor onder verschillende namen bekend.

## Verspreiding en habitat
De salamander komt voor in delen van Azië en is endemisch in Afghanistan. Het is een bergbewoner die is aangetroffen op een hoogte van 2750 tot 3050 boven zeeniveau.